# Vou Dar de Beber à Dor
Vou dar de beber à dor é um álbum de Amália Rodrigues, lançado em 1969.
É a primeira de uma série de compilações reunindo material publicado anteriormente em singles e EP avulsos.
A canção "Vou dar de beber à dor", da autoria de Alberto Janes, também conhecida por "Casa da Mariquinhas", foi editada em EP em 1968 tendo sido um grande sucesso. 
Os temas tinham sido editado noutros discos como os EP's SLEM 2245 (2, 9, 11 e 12), SLEM 2315 (1, 3 e 10), SLEM 2326 (5, 6 e 7) ou o single com os temas 4 e 8.
Amália foi acompanhada à guitarra portuguesa por Domingos Camarinha e pelo conjunto de guitarras de Raúl Nery e à viola por Castro Mota.
As músicas foram gravadas nos estúdios Valentim de Carvalho de Paço d'Arcos.
A fotografia da capa é de Augusto Cabrita.

## Alinhamento
| #   | Título                      | Poesia / Música                            |
| --- | --------------------------- | ------------------------------------------ |
| 1.  | "Vou Dar de Beber à Dor"    | Alberto Janes                              |
| 2.  | "Barro Divino"              | Álvaro Duarte Simões                       |
| 3.  | "Meia-Noite e uma Guitarra" | Álvaro Duarte Simões                       |
| 4.  | "Canzone per Te"            | Endrigo / Bardotti                         |
| 5.  | "Ai Esta Pena de Mim"       | Amália Rodrigues / José António Sabrosa    |
| 6.  | "Timpanas"                  | Frederico de Freitas / {{Júlio Dantas]]    |
| 7.  | "Caracóis"                  | (popular)                                  |
| 8.  | "La La La"                  | R. Arcusa / M. de la Calva                 |
| 9.  | "Não Peças Demais à Vida"   | Álvaro Duarte Simões                       |
| 10. | "Disse-te Adeus e Morri"    | Vasco de Lima Couto / José António Sabrosa |
| 11. | "Antigamente"               | Joaquim Proença / Frederico de Brito       |
| 12. | "Fado Nocturno"             | Feijó Teixeira / "Fado José Negro"         |

## Posições
| Paradas (1969)                 | Posições |
| ------------------------------ | -------- |
| Portugal - AFP                 | 1        |
| França - SNEP                  | 1        |
| Estados Unidos - Billboard 200 | 168      |

| País / Certificadora | Certificação | Vendas  |
| -------------------- | ------------ | ------- |
| Portugal AFP         | Diamante     | 500.000 |
| França SNEP          | 2× Platina   | 800.000 |
| Espanha PROMUSICAE   | 4× Platina   | 400.000 |
| Brasil ABPD          | Ouro         | 100.000 |
| México AMPROFON      | Ouro         | 100.000 |
| Itália FIMI          | Ouro         | 50.000  |